# Antoni Ramallets
Antoni Ramallets i Simón (Barcelona, 1 de julho de 1924 — Vilafranca del Penedès, 30 de julho de 2013) foi um futebolista e treinador espanhol.

## Carreira

### Jogador
Atuava como goleiro e jogou pelas equipes do Mallorca, Valladolid e, por mais de quinze anos, pelo Barcelona. Pela Seleção Espanhola, participou da Copa do Mundo de 1950, sendo considerado o primeiro goleiro a destacar-se no então recém-construído estádio do Maracanã, apesar de sofrer uma goleada por 1-6 para o Brasil no torneio. Apelidado de "Gato do Maracanã", venceu por cinco vezes o Troféu Zamora.

### Treinador
Como treinador comandou o Real Valladolid Club de Fútbol, Real Zaragoza, Murcia, Logroñés e Hércules e o Elx Club de Futbol Il·licità.